# 구아나바라주

구아나바라 주의 기

구아나바라주(포르투갈어: Estado da Guanabara)는 브라질 동남부에 존재했던 주이다. 지금의 리우데자네이루 시 지역이며, 브라질이 브라질 제국으로 포르투갈에서 독립하면서 리우데자네이루를 수도 특별구로 분리시켜 형성되기 시작했다.
1889년 브라질이 연방공화국이 되면서, 이 지역은 리우데자네이루주와 분리된 연방 특별구가 되었다. 1960년 연방의 수도가 브라질리아로 옮겨진 후 리우데자네이루 연방구는 구아나바라 만의 이름을 따서 브라질 연방을 구성하는 한 주인 구아나바라 주가 되었다. 리우데자네이루가 더 이상 브라질의 연방 수도가 아니므로, 주변 리우데자네이루 주와 별도의 주를 둘 필요성이 적어지게 되었고, 리우데자네이루 주와의 통합이 시도되었다. 1975년 리우데자네이루 주와 구아나바라 주는 합병하여 지금의 리우데자네이루 주가 되었고, 주도는 니테로이에서 리우데자네이루로 옮겨와서 지금에 이른다. 통합 전인 1970년 구아나바라 주의 면적은 1,356km2로 브라질 연방 구성 주 중 최소였고, 인구는 4,251,918명이었다.